# Apori
Apori (grekiska ἀπορία, apori'a, "obeslutsamhet", "svårighet", av ἄπορος, áporos, "svår", "invecklad", "ogenomtränglig") betecknar en teoretisk svårighet eller självmotsägelse. Aristoteles menade att aporier uppstår när man ur två i lika hög grad övertygande argument kan härleda motsägelsefulla slutsatser. Enligt den brittiske filosofen Gilbert Ryle är aporier ett slags paradoxer (exempelvis Akilles och sköldpaddan) som uppstår när man blandar samman olika kategorier, det vill säga kategorimisstag.
Begreppet apori används även inom poststrukturalismen, i synnerhet av Jacques Derrida. I boken Apories: mourir – s'attendre aux "limites de la vérité" från 1996 ser Derrida den egna döden som den ultimata aporin. Det är subjektet som underkastas döden, men subjektet kan inte uppleva den egna döden.